# Muson Vecchio
Il Muson Vecchio è un fiume di risorgiva del Veneto centrale.

## Percorso

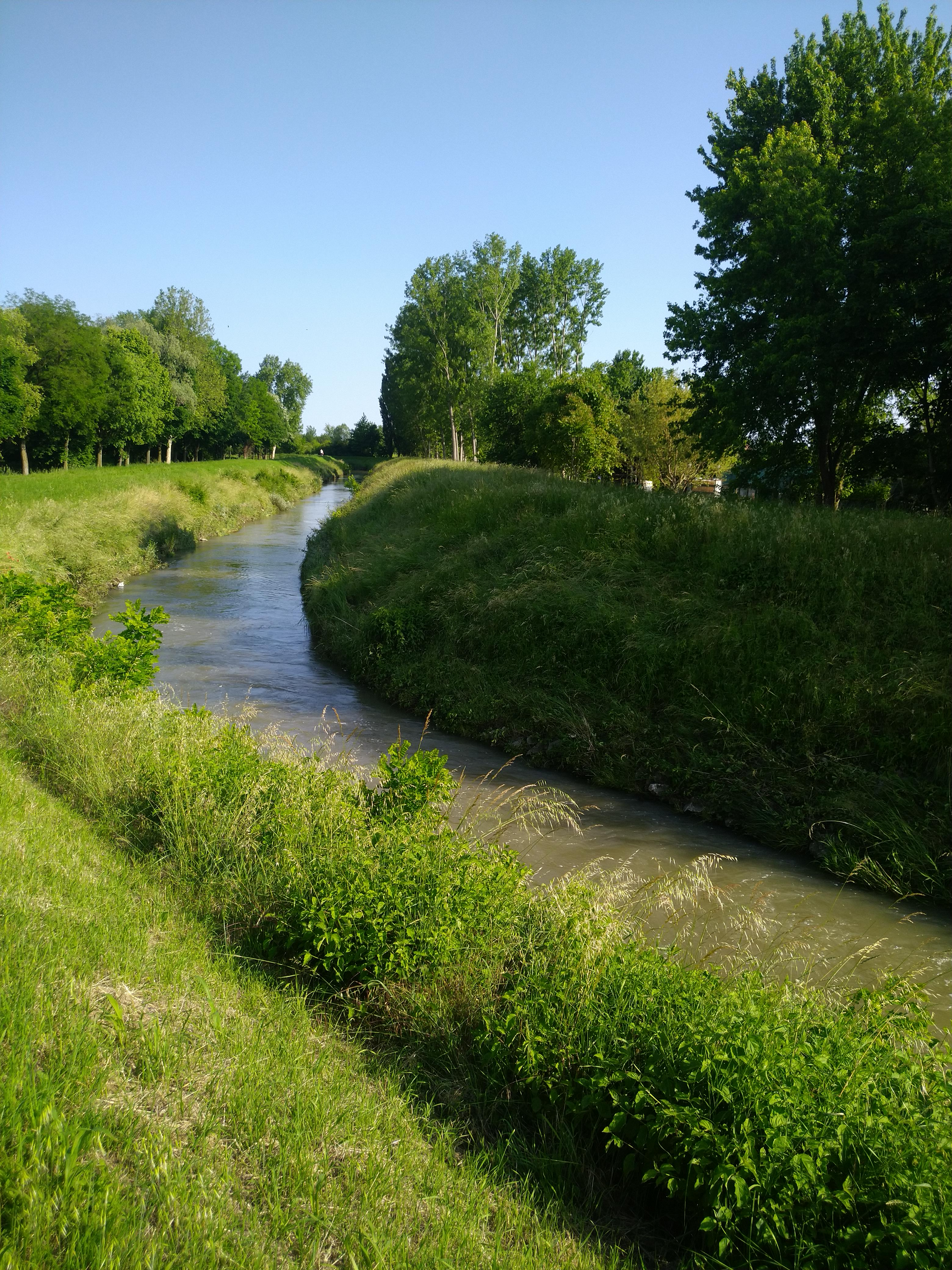
Fiume tra Santa Maria di Sala e Salzano.

Nasce in comune di San Martino di Lupari, attraversa il territorio di Loreggia e, a Camposampiero, incrocia il Muson dei Sassi tramite un ponte-canale. Prosegue dunque verso est sino a Mirano, dove le sue acque sono incanalate (dopo un salto di circa 3 metri tra i bacini di sopra e di sotto) per 7 km verso il Naviglio del Brenta attraverso il Taglio Nuovo.

## Storia
L'appellativo Vecchio risale all'inizio del Seicento: è infatti ciò che resta del corso originale del Muson, radicalmente modificato in seguito alle opere idrauliche intraprese dalla Serenissima. Sino a suddetto secolo il letto del fiume raccoglieva alcune acque da svariate sorgenti che nascevano nelle colline a nord di Asolo. Nel 1612 le acque del Muson Vecchio furono deviate dalle acque di Asolo sino a immettersi nel fiume Brenta tramite un canale cosiddetto "dei Sassi". I lavori operati dalla Serenissima portarono il Muson Vecchio a sfociare nel Brenta presso Mira. L'originaria foce del fiume era situata presso la laguna. Oggi il corso del fiume è in gran parte canalizzato e scorre in un paesaggio diverso da quello originario, ricco di foreste e paludi.